# Landschaftsprogramm
Ein Landschaftsprogramm ist das strategische Planungsinstrument der Landschaftsplanung auf der Ebene eines deutschen Bundeslandes. Es regelt und begründet die Erfordernisse und Maßnahmen des Naturschutzes und der Landschaftspflege für das jeweilige Bundesland und stellt diese in einem einheitlichen und flächendeckenden Planwerk dar. Die Pläne des Landschaftsprogrammes werden in der Regel mit einem Maßstab von 1:200.000–1:100.000 dargestellt.

## Merkmale
Landschaftsprogramme bestehen aus dem programmatischen Teil und dem Planteil. Im programmatischen Teil erfolgt die Festlegung der überörtlichen Ziele, Grundsätze und Aufgaben sowie der Umsetzung von Maßnahmen. Im anschließenden Planteil werden die im vorangegangenen Abschnitt genannten flächenhaften Festlegungen in einer maßstabsbezogenen Differenzierung dargestellt.
Ein Landschaftsprogramm hat die Aufgabe, der Naturschutzverwaltung des Landes die notwendigen Vorgaben zu deren Handeln zu geben. Des Weiteren stellt es innerhalb der Landschaftsplanung die Grundlage bei der Erarbeitung der Landschaftsrahmenpläne dar und ist im Rahmen der Regionalplanung bei Aufstellung des Landesentwicklungsplans und der Regionalpläne zu berücksichtigen.
In manchen Bundesländern werden in das Landschaftsprogramm weitere Funktionen, beispielsweise landesweite Artenschutzprogramme integriert.

## Recht
Rechtliche Grundlage des Landschaftsrahmenprogramms sind § 10 BNatSchG – Landschaftsprogramme und Landschaftsrahmenpläne und die entsprechenden Regelungen der Landesnaturschutzgesetze. Der Text des Bundesgesetzes lautet:
(1) Die überörtlichen Erfordernisse und Maßnahmen des Naturschutzes und der Landschaftspflege werden für den Bereich eines Landes im Landschaftsprogramm oder für Teile des Landes in Landschaftsrahmenplänen, die für die gesamte Fläche eines Landes erstellt werden, dargestellt. Dabei sind die Ziele der Raumordnung zu beachten; die Grundsätze und sonstigen Erfordernisse der Raumordnung sind zu berücksichtigen.
(2) Die raumbedeutsamen Erfordernisse und Maßnahmen nach Absatz 1 werden unter Abwägung mit den anderen raumbedeutsamen Planungen und Maßnahmen nach Maßgabe der landesplanungsrechtlichen Vorschriften der Länder in die Raumordnungspläne aufgenommen.

## Stellenwert
Die Stellung des Landschaftsprogramms innerhalb der Raum- und Landschaftsplanung wird aus der Tabelle ersichtlich:
| Planungsebene/ -träger           | Raumordnung                | Landschaftsplanung                   | üblicher Maßstab    |
| -------------------------------- | -------------------------- | ------------------------------------ | ------------------- |
| Bundesland                       | Landesentwicklungsprogramm | Landschaftsprogramm                  | 1:200.000–1:100.000 |
| Regierungsbezirk/Regionalverband | Regionalplan               | Landschaftsrahmenplan                | 1:50.000–1:25.000   |
| Gemeinde bzw. Planungsverband    | Flächennutzungsplan        | Landschaftsplan                      | 1:10.000–1:5.000    |
| Gemeinde                         | Bebauungsplan              | Grünordnungsplan                     | 1:2.500–1:500       |
| für Schutzgebiete                | -                          | Pflege- und Entwicklungsplan         | 1:10.000–1:500      |
| Eingriffs-Vorhaben               | -                          | landschaftspflegerischer Begleitplan | 1:5.000–1:500       |